# Будзэн (провинция)
Провинция Будзэн (яп. 豊前国 будзэн но куни, «страна Будзен») — историческая провинция Японии на востоке острова Кюсю. Соответствует восточной части современной префектуры Фукуока и префектуры Оита.

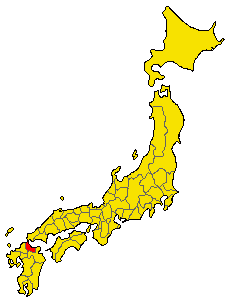
Провинция Будзэн (выделена красным цветом)

Издавна Будзэн была частью княжества Тоё (Тоёкуни), в VII веке была поделена яматоскими монархами на две административные единицы — Бунге (яп. 豊後, «заднее Тоёкуни») и Будзэн (яп. 豊前, переднее Тоёкуни). Провинциальное правительство последней размещалось на территории современного города Тоёсу.
В Средние века провинция Будзен принадлежала родам Сёни, Оути и Отомо. С 17 по 19 века ею владела семья Огасавара.
В 1871 году в результате административной реформы провинция Будзэн была преобразована в префектуру Кокура. Однако уже в 1876 году её земли были распределены между префектурами Фукуока и Оита.

## Уезды провинции Будзен
- Тагава (田河郡)
- Кику (企救郡)
- Мияко (京都郡)
- Накацу (仲津郡)
- Цуики (筑城郡)
- Коге (上毛郡)
- Симоге (下毛郡)
- Уса (宇佐郡)